# Yeni Şafak
Yeni Şafak est un quotidien publié en Turquie. Il a une tendance éditoriale conservatrice et islamiste. Le journal, qui fait partie du groupe Albayrak Media Group, est publié depuis 1994.
Le journal est connu pour son soutien inébranlable au président Recep Tayyip Erdoğan et au parti AKP et entretient des relations très étroites avec le gouvernement turc,,.

## Histoire
Le journal Yeni Şafak est fondé le 19 septembre 1994. Cependant, le journal est fermé un mois et demi après en raison de difficultés économiques. Il est acheté par la Fondation Ensar et sa diffusion reprend le 23 janvier 1995.
Le propriétaire actuel du journal est Ahmet Albayrak au nom du groupe Albayrak.
Le photojournaliste du journal, Mustafa Cambaz, a été tué par les putschistes du FETO lors de la tentative de putsch du 15 juillet 2016. Parmi les chroniqueurs et rédacteurs en chef actuels et anciens du journal figurent Nabi Avcı, Fehmi Koru, Akif Emre, Ahmet Davutoğlu, Ali Bayramoğlu, Ayşe Böhürler, Fatma Barbarosoğlu, Hayrettin Karaman, İbrahim Karagül, İbrahim Tenekeci, Leyla İpekçi, Mustafa Kutlu, Markar Eseyan, Tamer Korkmaz, Yasin Aktay, Yusuf Kaplan, Salih Tuna et Rasim Özdenören. Par ailleurs, le journal a commencé à paraître en français sur Internet le 27 décembre 2022.

## Ligne éditoriale
Yeni Şafak avec le quotidien Sabah sont vraisemblablement les deux grands journaux les plus proches du gouvernement de Recep Tayyip Erdoğan.
Selon la BBC, ces dernières années, ils ont couvert sans réserve les activités de Tayyip Erdoğan, le soutenant dans les campagnes électorales et référendaires. Les deux quotidiens emploient également un ensemble de chroniqueurs éminents qui soutiennent fermement le gouvernement, chassant toutes les voix sceptiques restantes.
Pour le radiodiffuseur britannique de service public, Yeni Şafak et Sabah présentent ainsi « un menu constant de théories du complot sur de prétendues campagnes mondiales contre la Turquie et Erdoğan. »

## Controverses
Yeni Şafak a été accusé d'avoir publié des informations fabriquées dans le passé.

### Désinformation pendant les manifestations de Gezi
Le journal Yeni Şafak a été l'une des principales sources de désinformation lors du mouvement protestataire de 2013 en Turquie.
Lors des manifestations antigouvernementales de Gezi en 2013, Yeni Şafak publie une « interview » dans laquelle le linguiste et activiste américain Noam Chomsky défendait fermement Erdoğan. Chomsky a par la suite déclaré que l’interview publiée « contenait des inventions et ne constituait pas une traduction exacte ou fidèle des réponses écrites du professeur Chomsky ».
Également lors des manifestations de 2013, Yeni Şafak a suivi le journal progouvernemental Star en rapportant des allégations explosives d'une jeune mère concernant le harcèlement massif de la part des manifestants. Il s'est révélé plus tard qu'elle était la belle-fille d'un maire du Parti de la justice et du développement au pouvoir. Les journalistes et chroniqueurs qui ont initialement diffusé l’histoire ont admis plus tard qu’elle avait été fabriquée.
Le 10 juin, Yeni Şafak affirme qu'une pièce de théâtre intitulée Mi Minor, prétendument soutenue par une agence au Royaume-Uni, avait organisé pendant des mois des répétitions en vue d'une « révolution » en Turquie. Le journal accuse Memet Ali Alabora de collaborer avec des « espions extérieurs » pour déclencher une révolution en Turquie. Alabora, qui est également metteur en scène de la pièce, est une militante bien connue en Turquie en faveur des droits civiques et de l'environnement.
Le 14 juillet, Yeni Şafak publie sur son site Internet un article intitulé « Le plan horrible des manifestants de Gezi pour Istanbul » qui affirmait que les manifestants de Gezi conspiraient pour affaiblir le gouvernement en gaspillant l'eau des réservoirs approvisionnant Istanbul. Après que l’article a fait l’objet de moqueries à l’échelle nationale, Yeni Şafak l’a supprimé de son site Internet.

## Propriétaire
Yeni Şafak appartient depuis 1997 au groupe Albayrak. Depuis juillet 2012, il est édité par İbrahim Karagül.
Karagül est une personnalité souvent photographiée parmi les journalistes à bord de l’avion présidentiel lors des voyages de Recep Tayyip Erdoğan à l’étranger. Il a acquis une réputation en raison de ses chroniques exprimant des allégations extraordinaires sur des complots visant le leadership d’Erdoğan dans le monde islamique.